# California State Games
De California State Games zijn een sportmanifestatie in de stijl van de Olympische Spelen voor amateursporters in de Amerikaanse staat Californië. De organisatie maakt deel uit van het Amerikaanse National Congress of State Games en de United States Olympic Committee. Het doel van de spelen is om aan niet-professionele sportlui een olympische ervaring te bieden en om amateursporten aan te moedigen onder de Californiërs.